# NTSF:SD:SUV::
NTSF:SD:SUV:: ist eine US-amerikanische Comedy-Serie, die am 21. Juli 2011 bei Adult Swim in den USA startete und das Genre der Polizei-, Krimi- und Actionserien parodiert. Mit der Ausstrahlung der letzten Folge am 13. Dezember 2013 wurde die Serie eingestellt.

## Handlung
In einer Welt, in der überall Gefahren lauern, terroristische Bedrohungen zum Alltag gehören und sich selbst die Homeland Security nicht sicher fühlt, vertrauen die Einwohner San Diegos nur der NTSF:SD:SUV::, der Spezialeinheit National Terrorism Strike Force: San Diego: Sport Utility Vehicle. Die Gruppe von Regierungsagenten ist allerdings komplett inkompetent, ihre Verhörmethoden sind fragwürdig, und die Fälle, die sie lösen, sind absurd: Es sind Länder wie Mexiko, Kanada und Guam, von welchen die Anschläge auf die Stadt unternommen werden. Das Team wird von Kove angeführt und besteht aus Trent Hauser und seinen Partnern Alphonse Inuit, Piper Ferguson und Sam Stern, der für die Kommunikation der NTSF:SD:SUV:: zuständig ist und mit dem Roboter S.A.M. (Sentient Automated Machine) arbeitet. Zudem wird das Team von der Labortechnikerin Jessie Nichols unterstützt.

## Figuren
Trent HauserDer Agent leitet das Team der NTSF:SD:SUV:: im täglichen Einsatz, ist jedoch eine Ausgeburt an zur Schau gestellter Inkompetenz. Trotz seiner übertriebenen Lässigkeit gelingt es ihm regelmäßig mit jeder Menge Glück, durch Zufall oder durch die Tatsache, dass seine Widersacher nicht selten noch unfähiger sind als er selbst, die Gefahren, die San Diego bedrohen, abzuwenden.
Alphonse InuitAlphonse Inuit kommt ursprünglich aus dem nördlichsten Bundesstaat der Vereinigten Staaten von Amerika und ist halb Alaskaner, halb Inuit. In Alaska wurde sein ehemaliger Partner ermordet, bei dem es sich um einen Hund handelte.
KoveDie leicht reizbare und stets angesäuerte Chefin der NTSF:SD:SUV:: ist Pfeifenraucherin, trägt eine Augenklappe und versucht täglich mit ihrem Team die Stadt San Diego und ihre Bürger vor terroristischen Bedrohungen zu beschützen. Sie ist in Trent verliebt, mit dem sie zuvor zweimal verheiratet war, aber auch zweimal von ihm geschieden wurde. Kove versucht alles, um ihren Ex-Mann zurückzubekommen. Die beiden haben zwei Söhne, Jericho und Chirokee, über die sie aber nicht sprechen. Kove ist nicht nur von Trent besessen, sondern auch von Sex, von Plutonium und davon, dass San Diego eine zweitklassige Stadt bleibt. Immer wenn ihr jemand ein Kompliment macht, dreht sie blitzschnell ihren Kopf herum und fragt „Was hast du gesagt?“

## Produktion

### Entstehungsgeschichte
Als im Dezember 2010 bekanntgegeben wurde, dass Adult Swim die ursprünglich 12-teilige Serie in Auftrag gegeben hatte, hielten viele Fachleute die Grundidee der Serie und die Tatsache, dass Paul Scheer gleichermaßen als Drehbuchschreiber, Produzent und als Darsteller arbeiten werde, für vielversprechend und meinten, es sei an der Zeit, endlich die Krimi-Serien und ihre Ableger zu parodieren. Im Oktober 2011 wurde bekannt, dass Adult Swim eine zweite Staffel der Serie und im Oktober 2012 eine dritte Staffel in Auftrag gegeben hatte.

### Besetzung und Synchronisation
Produzent und Drehbuchautor Paul Scheer besetzte die Hauptrolle von Trent Hauser mit sich selbst. June Diane Raphael, die in die Rolle der Piper Ferguson schlüpfte, hatte zuvor in der Comedy-Serie Human Giant mit Scheer zusammengearbeitet. Kate Mulgrew wurde von Paul Scheer frühzeitig angesprochen und trat der Crew als Chefin der NTSF:SD:SUV:: bei, ohne das Drehbuch zu kennen. Die in Staffel 3 eingeführte Daisy wird von Karen Gillan dargestellt, die besonders durch Doctor Who bekannt wurde. Brandon Johnson, der in der Serie Alphonse Inuit verkörpert, hatte zuvor nur kleinere Fernsehrollen übernommen.

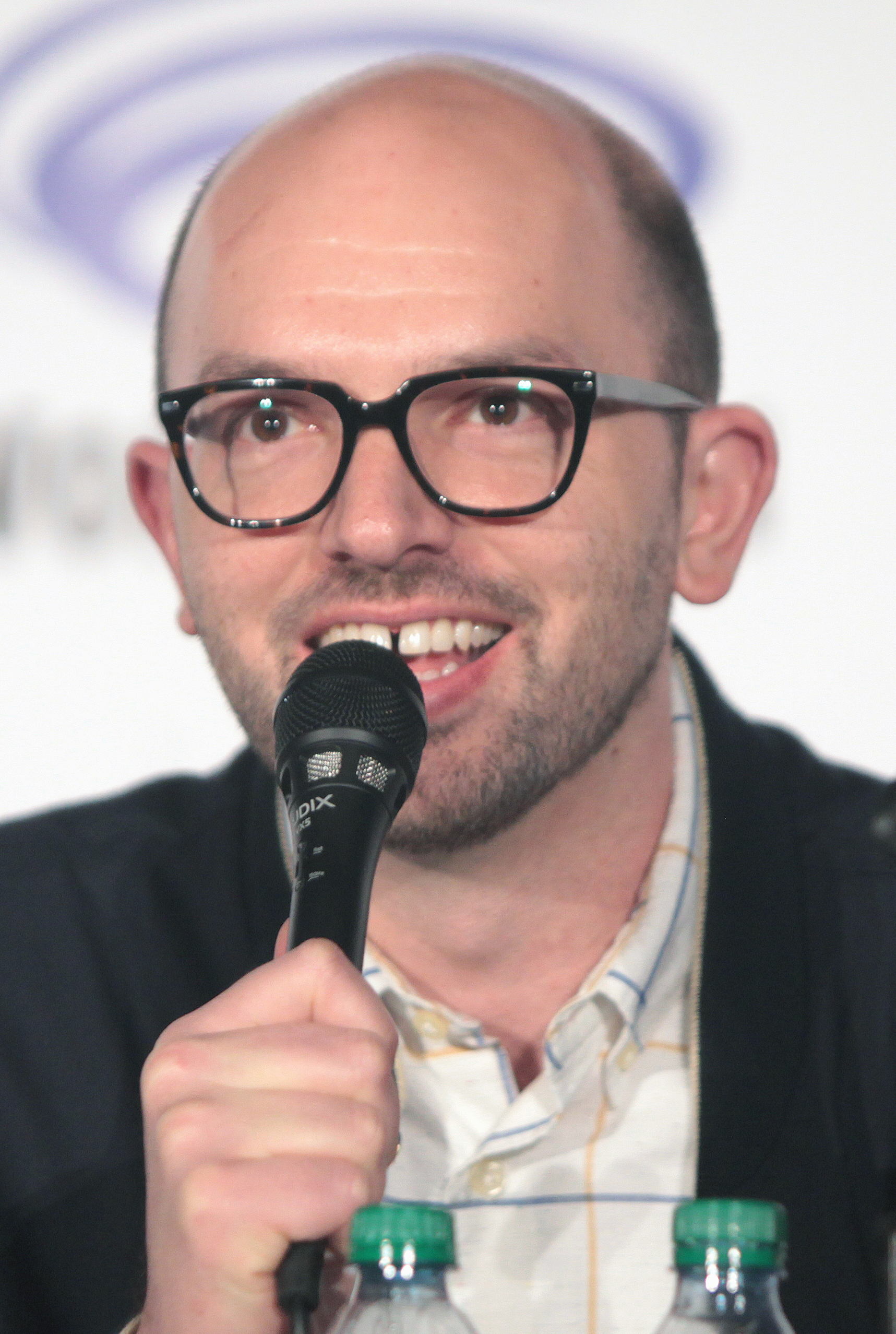
Paul Scheer (2016)
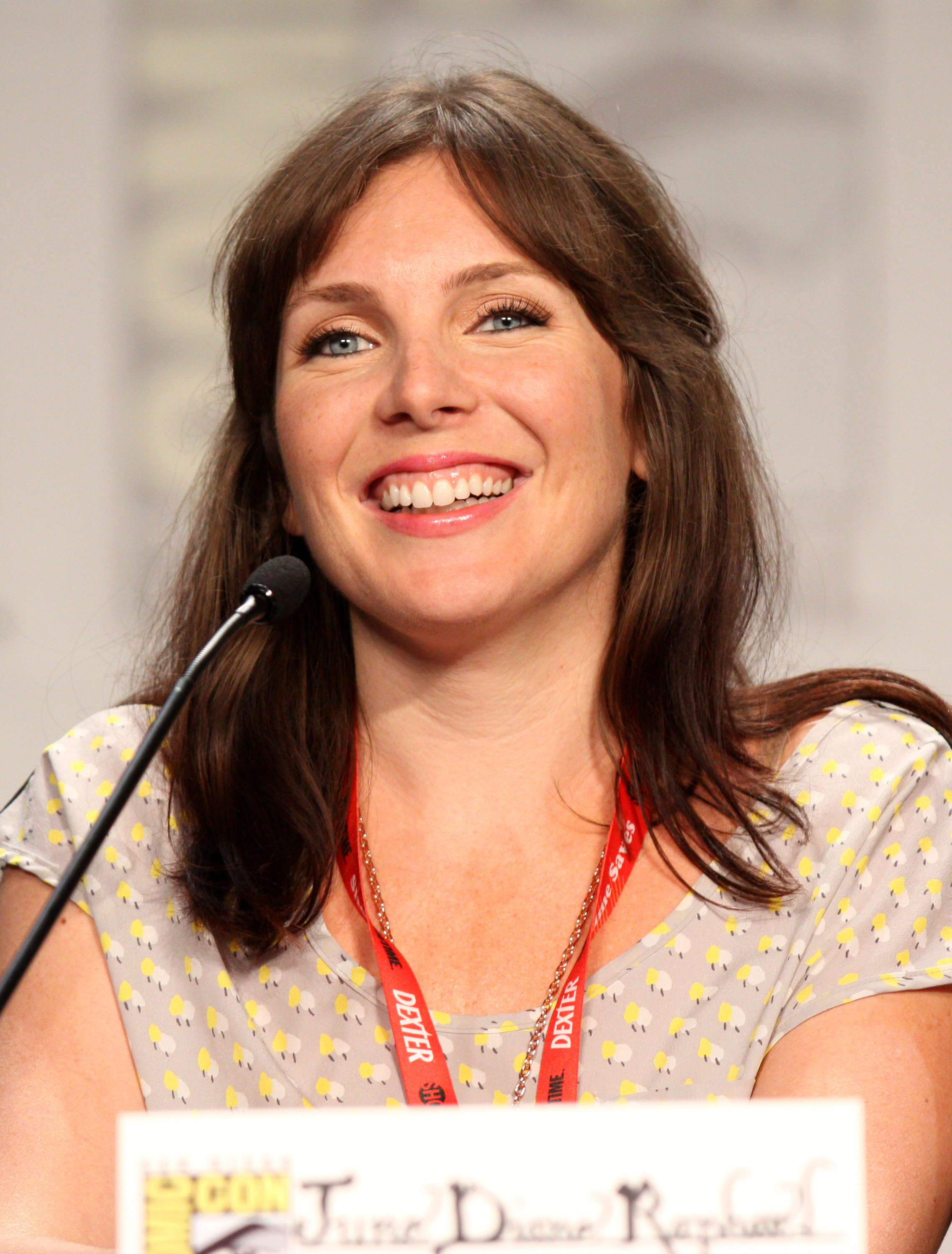
June Diane Raphael (2011)
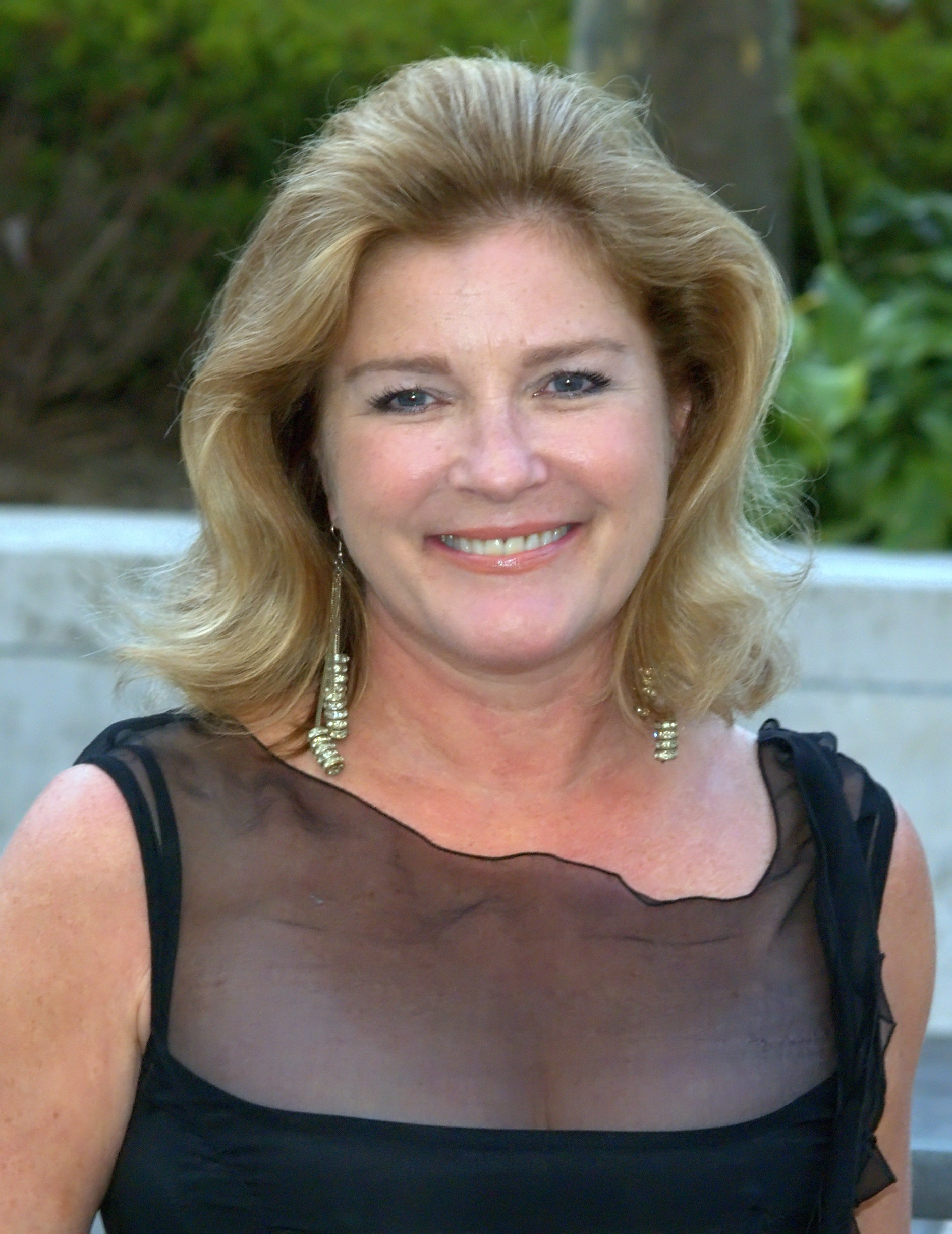
Kate Mulgrew (2009)
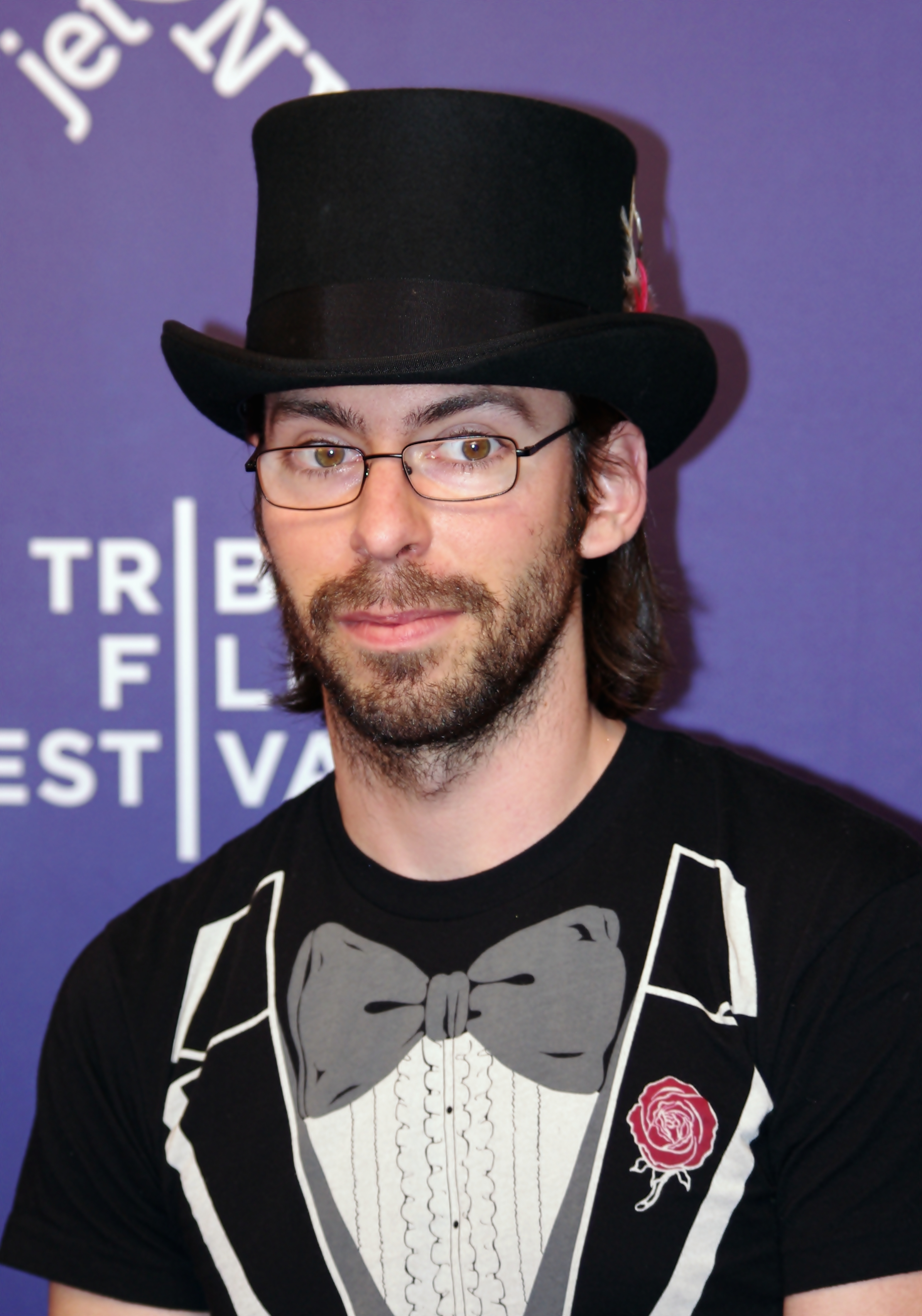
Martin Starr (2011)
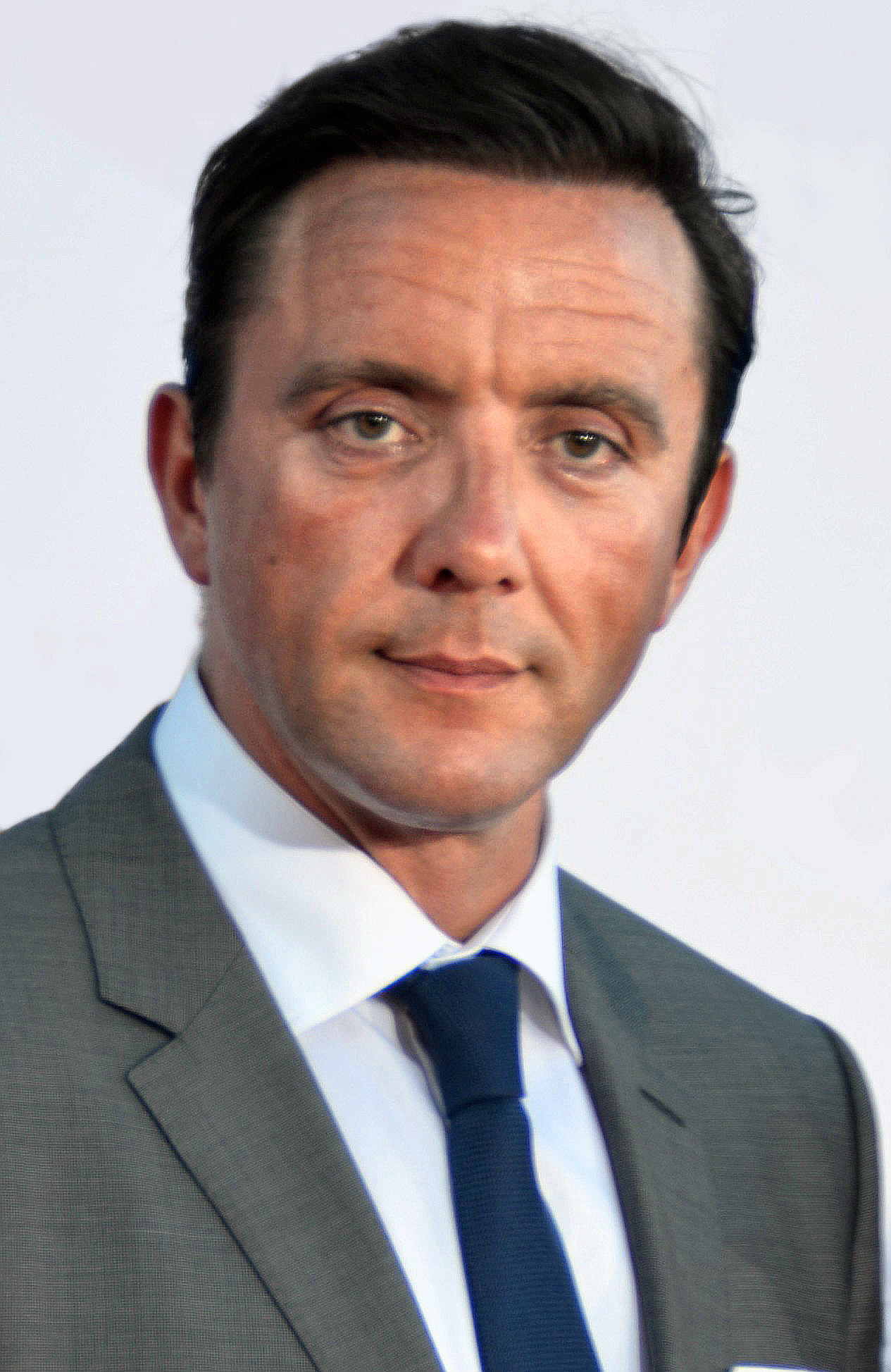
Peter Serafinowicz (2014)
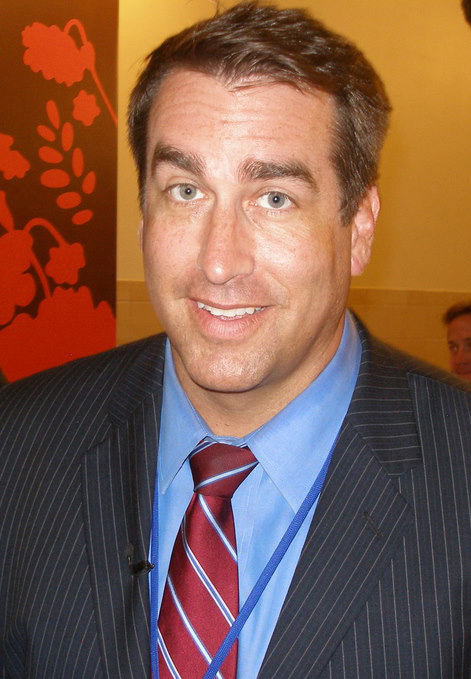
Rob Riggle (2008)
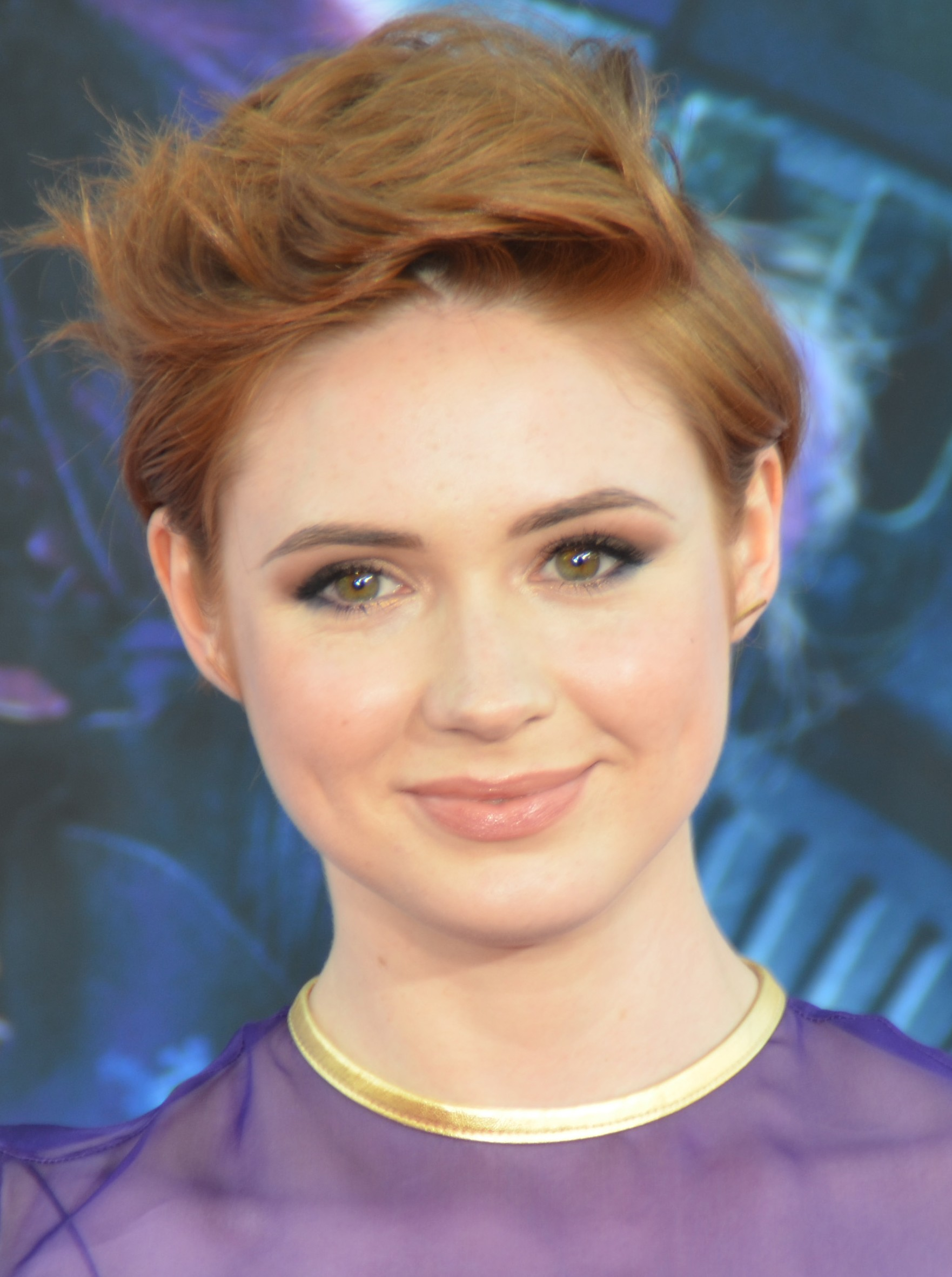
Karen Gillan (2014)

| Rollenname      | Schauspieler       | Folgen | Synchronsprecher     | Beschreibung                                                |
| --------------- | ------------------ | ------ | -------------------- | ----------------------------------------------------------- |
| Trent Hauser    | Paul Scheer        | 1.01–  | Matthias Deutelmoser | Agent der NTSF:SD:SUV::                                     |
| Alphonse Inuit  | Brandon Johnson    | 1.01–  | Oliver Siebeck       | Agent der NTSF:SD:SUV::                                     |
| Piper Ferguson  | June Diane Raphael | 1.01–  | Katrin Zimmermann    | Agentin der NTSF:SD:SUV::                                   |
| Kove            | Kate Mulgrew       | 1.01–  | Gertie Honeck        | Chefin der NTSF:SD:SUV::                                    |
| Sam Stern       | Martin Starr       | 1.02–  | Bernhard Völger      | Agent und Kommunikationstechniker der NTSF:SD:SUV::         |
| S.A.M. (Stimme) | Peter Serafinowicz | 1.02–  | Joachim Kaps         | die Sentient Automated Machine der NTSF:SD:SUV::            |
| Jessie Nichols  | Rebecca Romijn     | 1.01–  | Gundi Eberhard       | Labortechnikerin der NTSF:SD:SUV::                          |
|                 | Rob Riggle         | 1.03–  | Bernd Vollbrecht     | Präsident der Navy                                          |
| Daisy           | Karen Gillan       | 3.01–  |                      | Mitarbeiterin der NTSF:SD:SUV::, halb Mensch, halb Maschine |

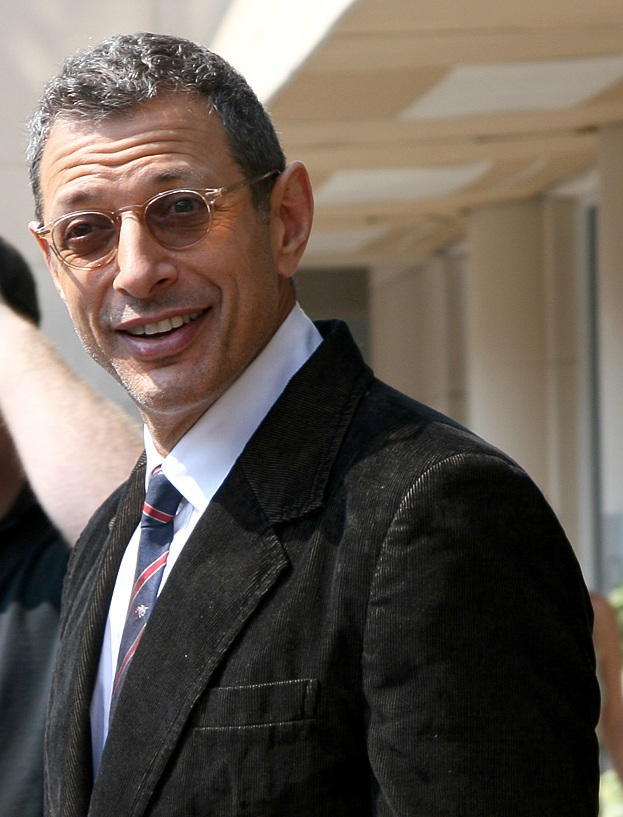
Jeff Goldblum (2007)
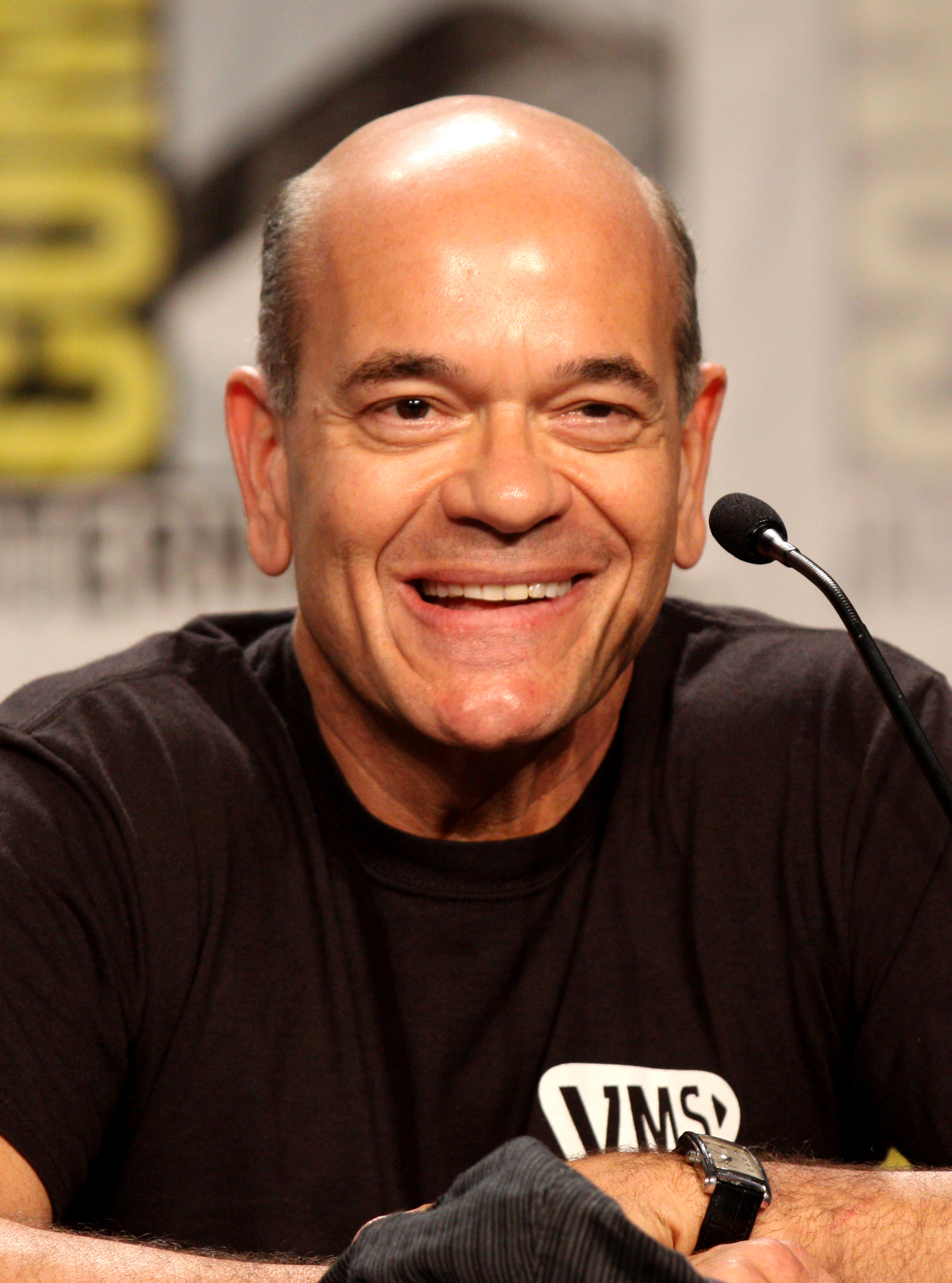
Robert Picardo (2011)
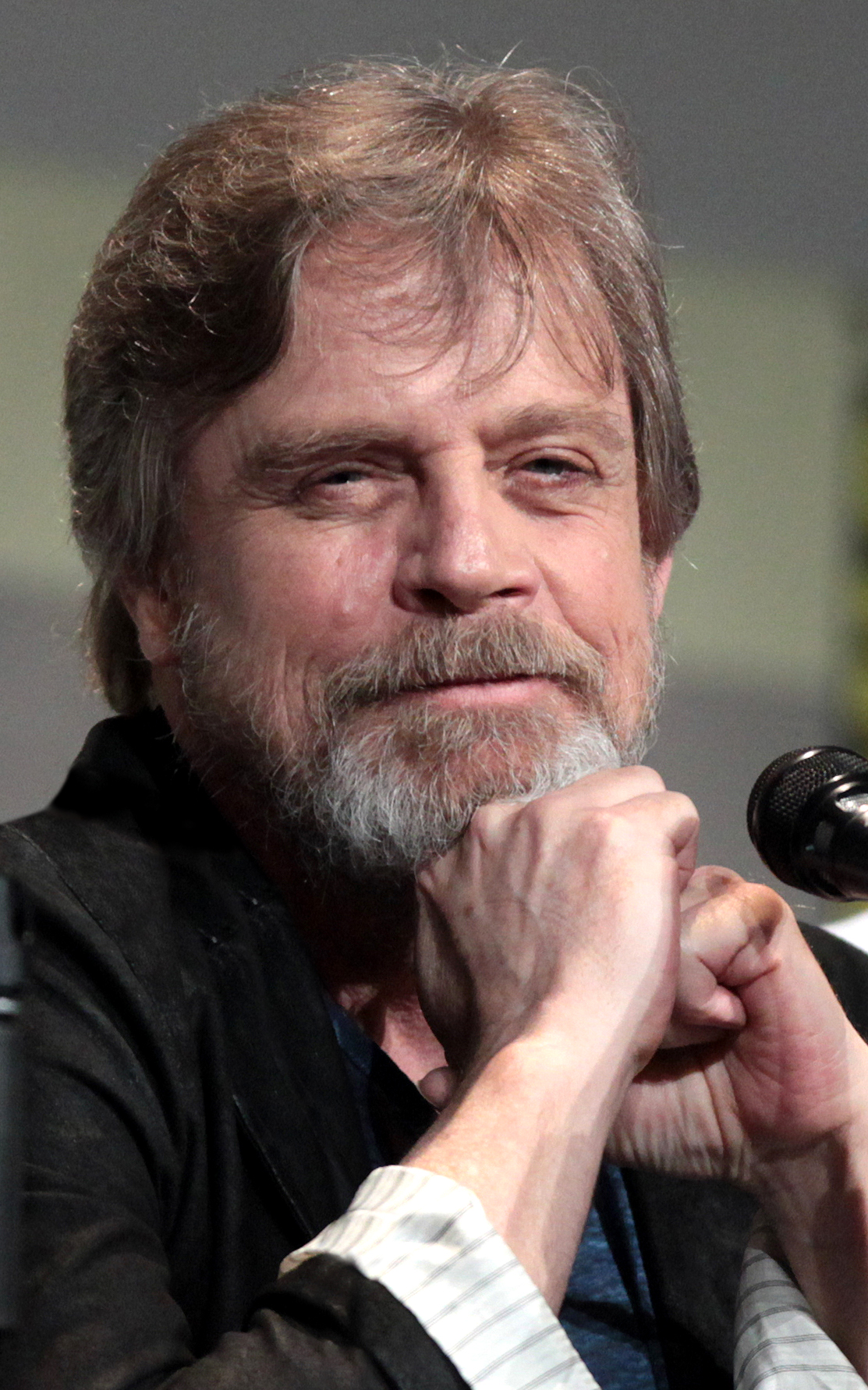
Mark Hamill (2015)
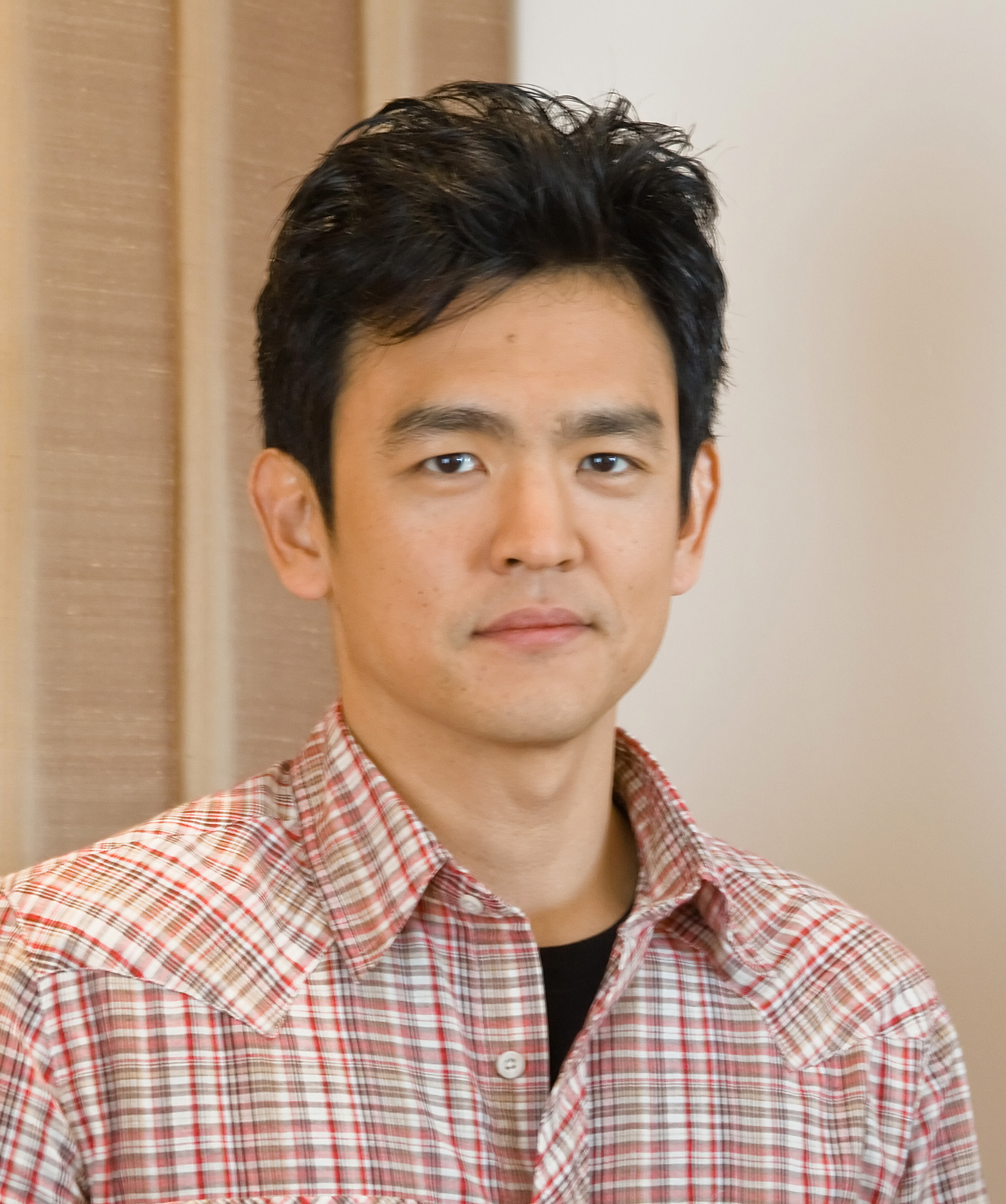
John Cho (2008)
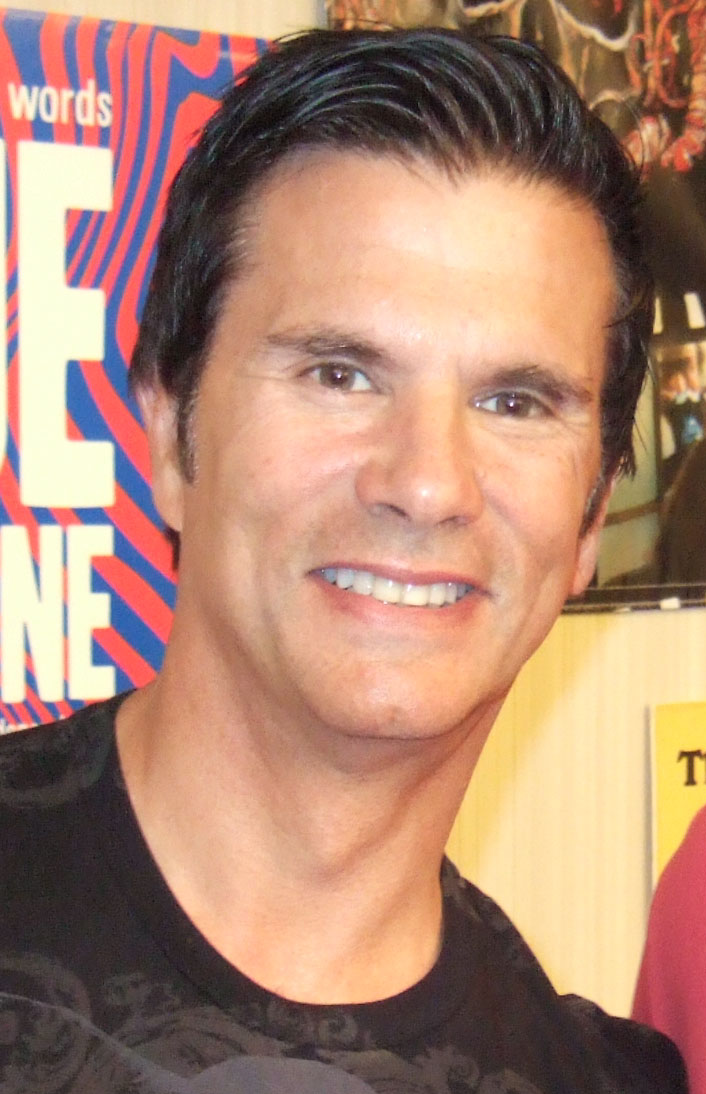
Lorenzo Lamas (2013)
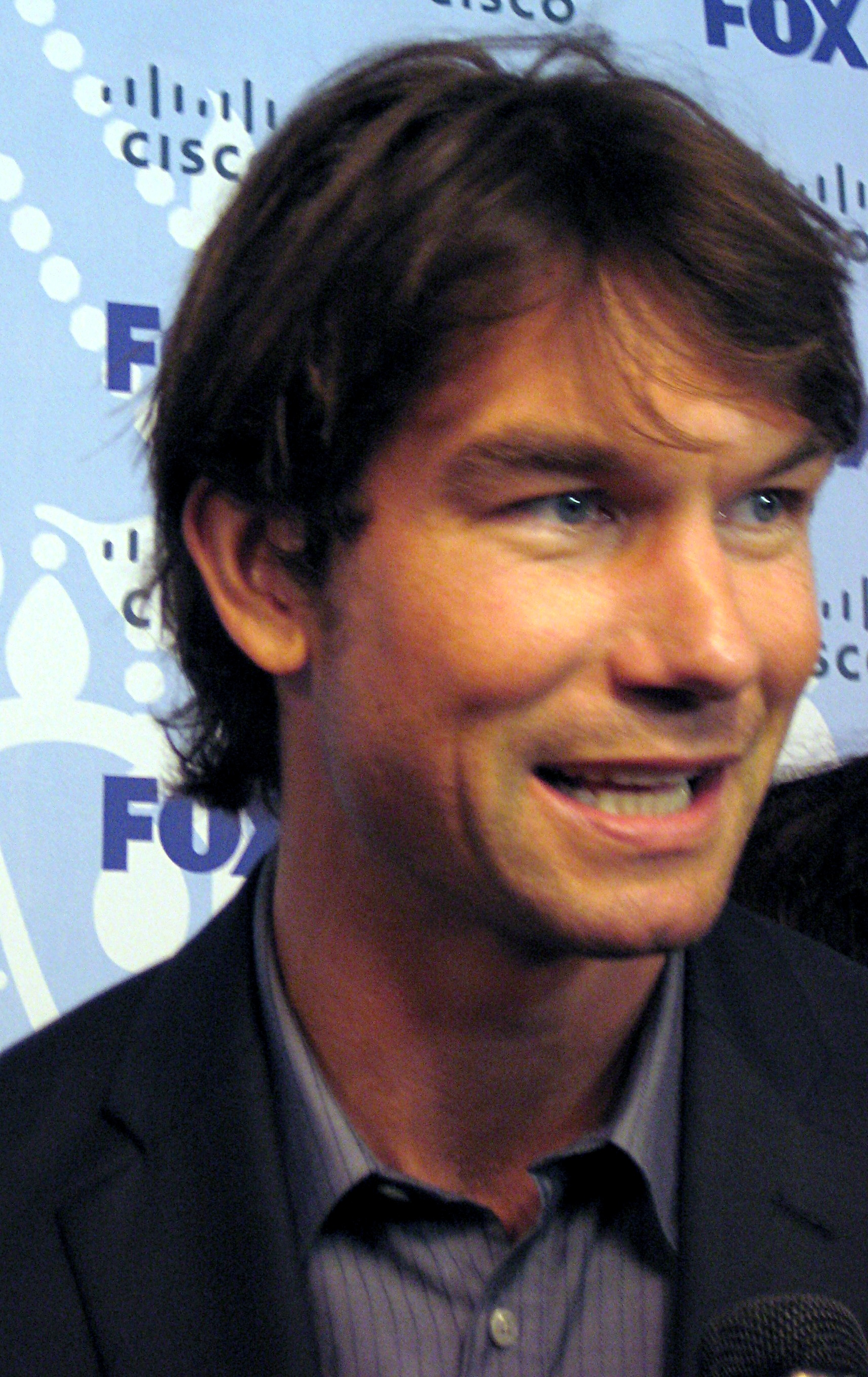
Jerry O’Connell (2008)
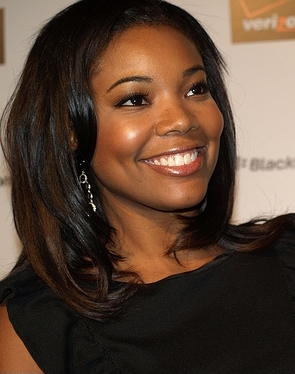
Gabrielle Union (2009)
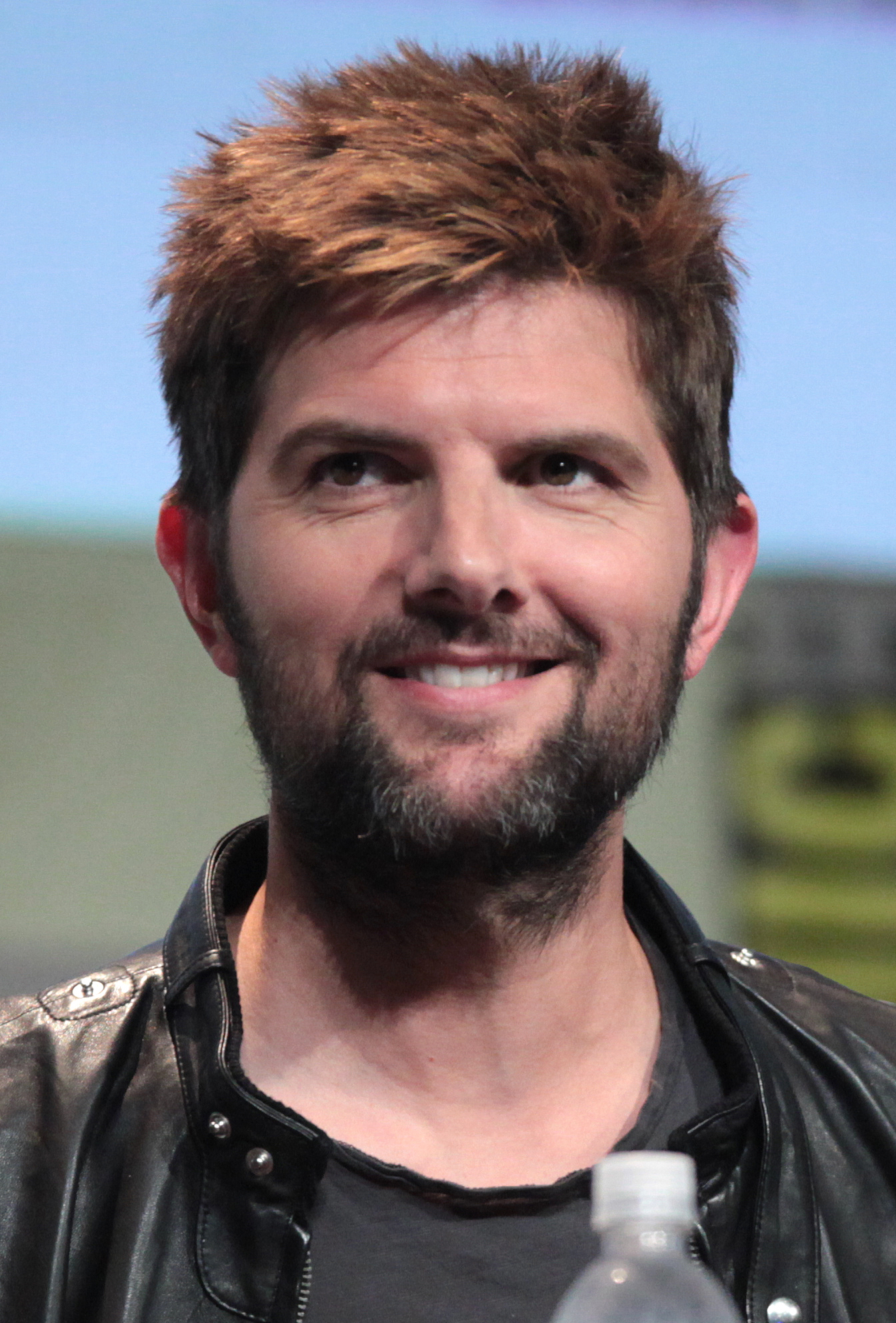
Adam Scott (2015)
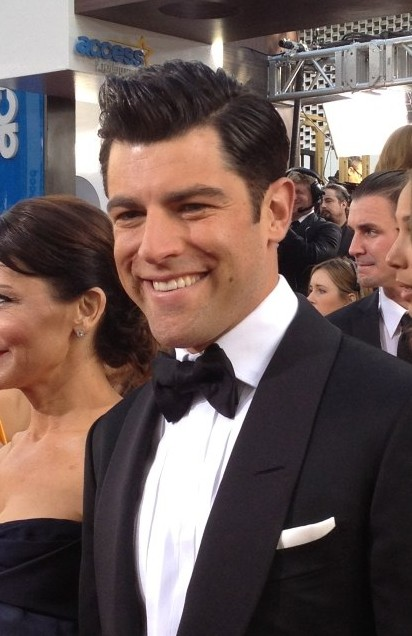
Max Greenfield (2013)
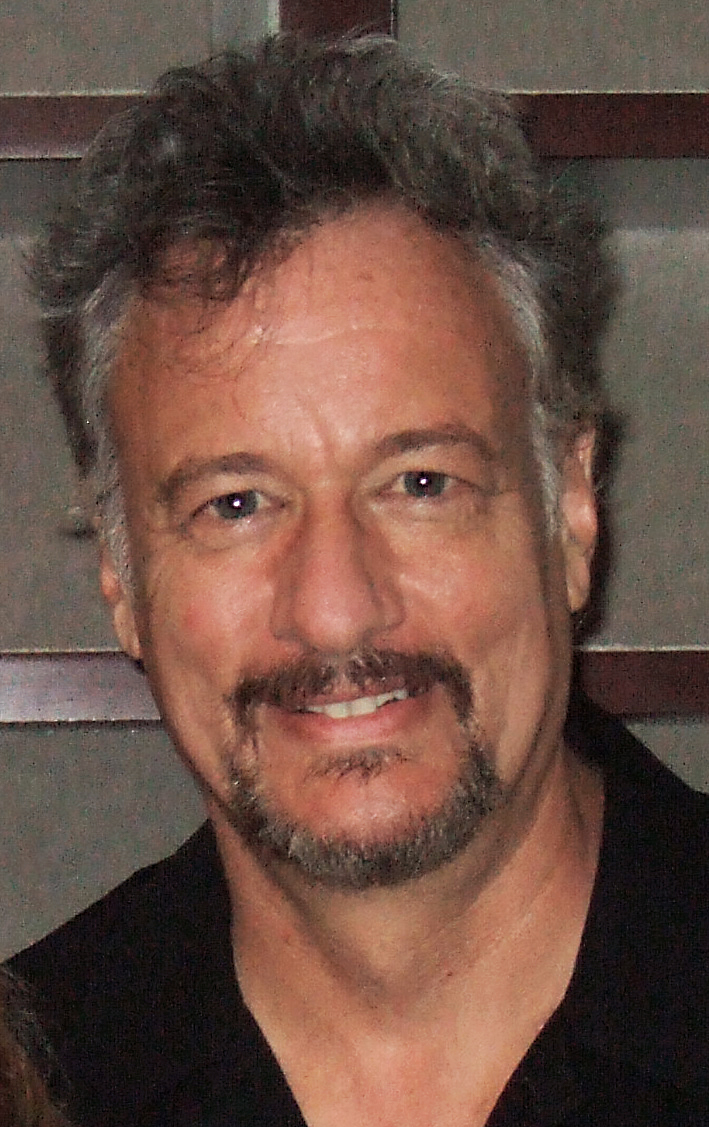
John de Lancie
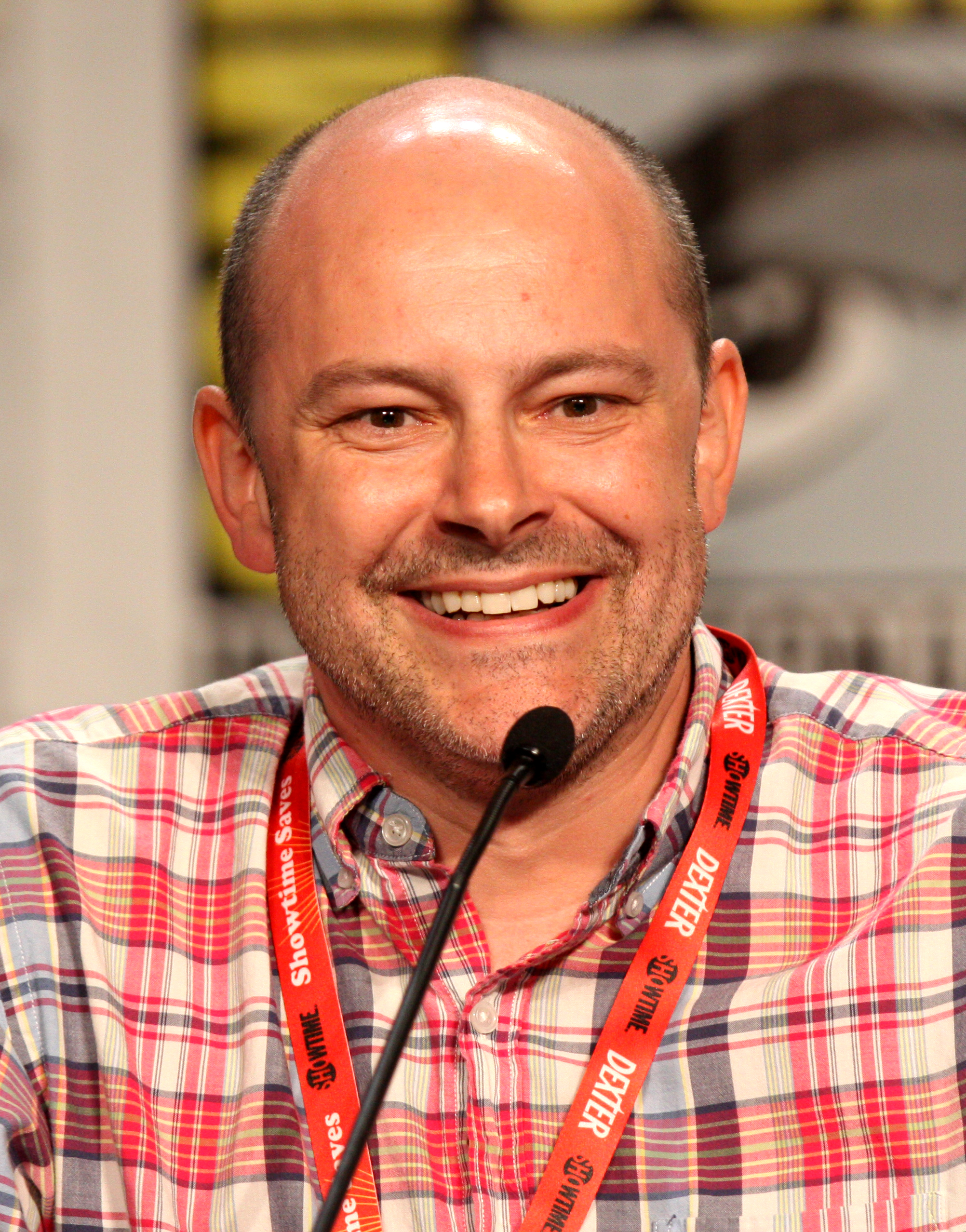
Rob Corddry (2011)
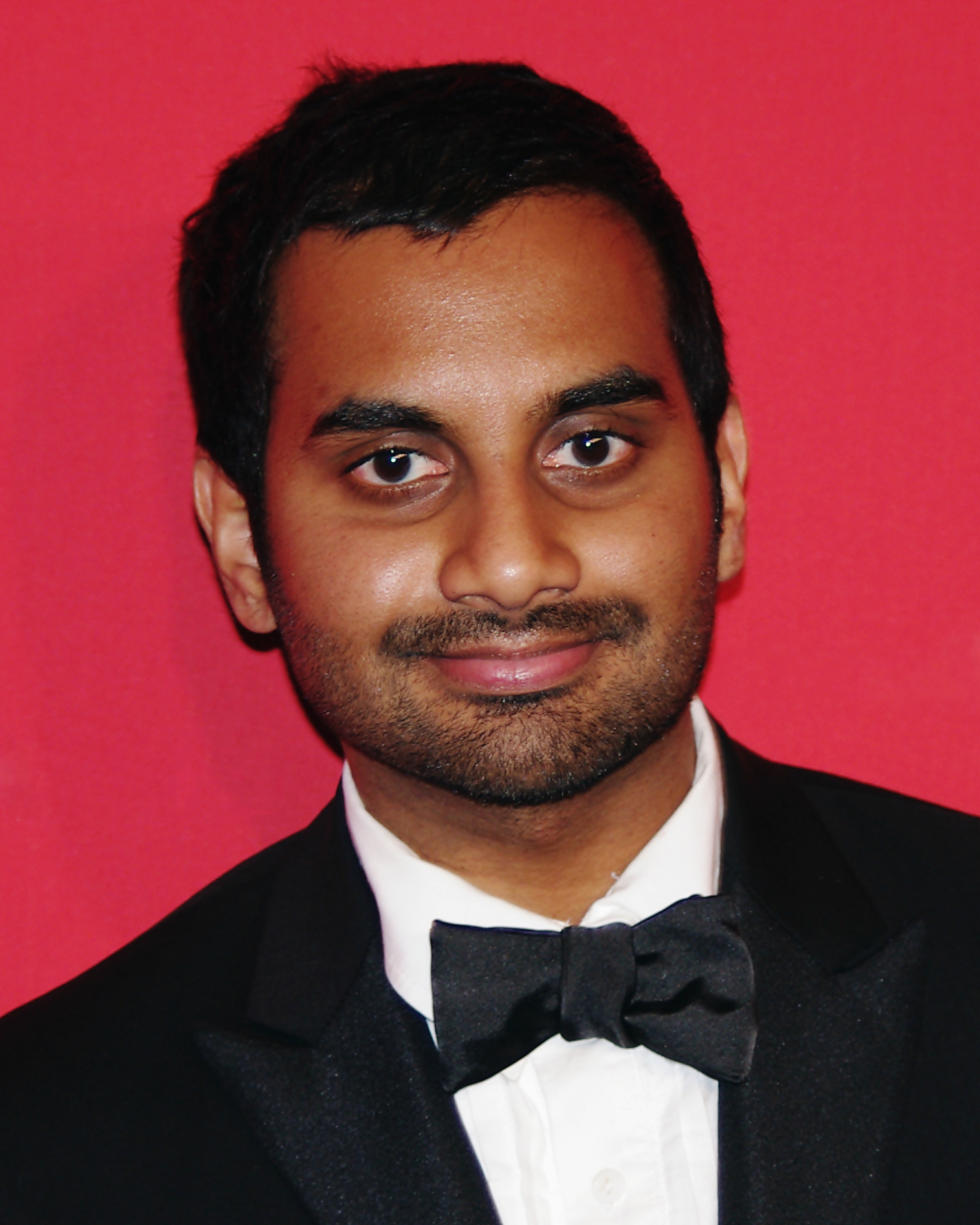
Aziz Ansari (2012)
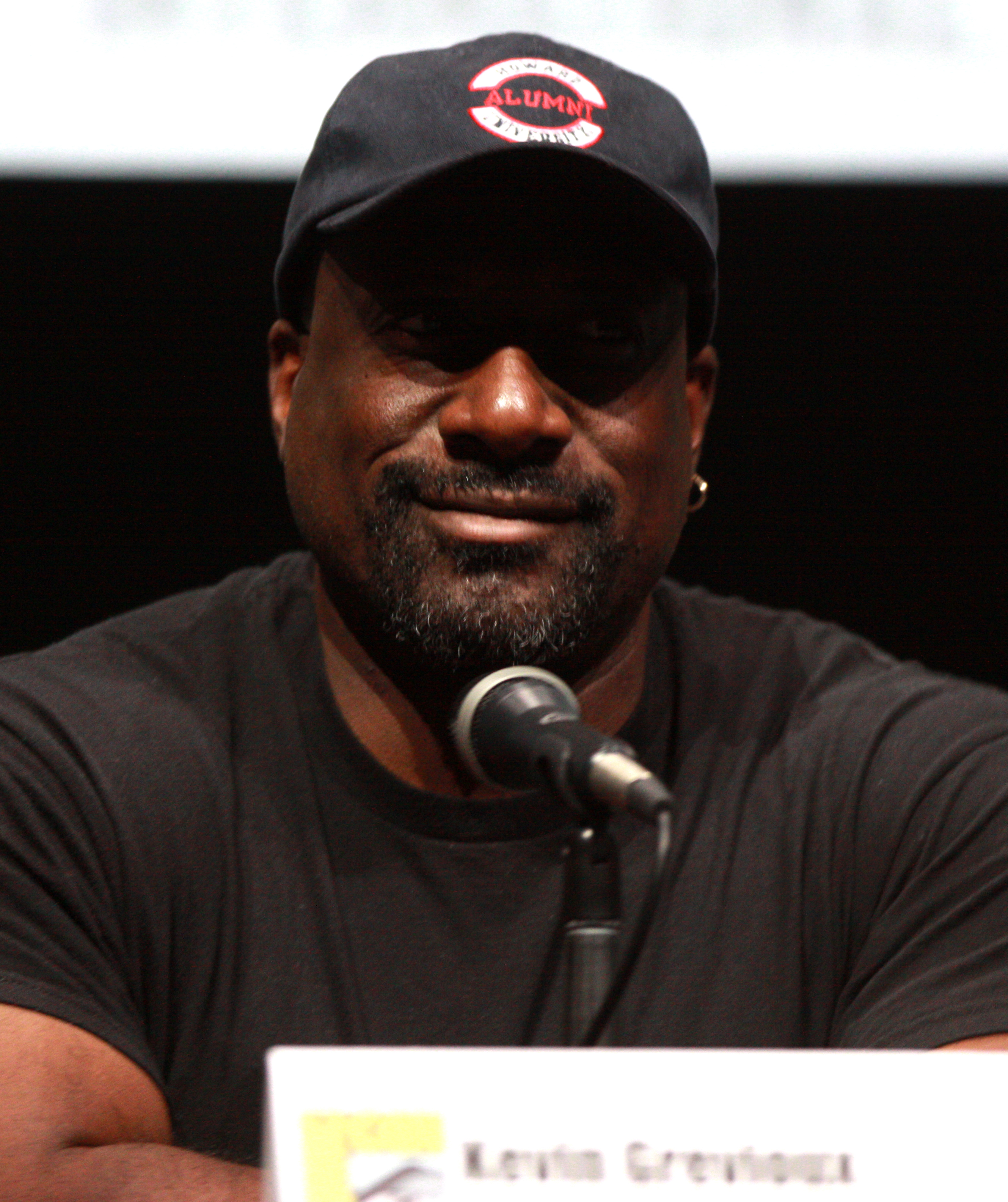
Kevin Grevioux (2013)
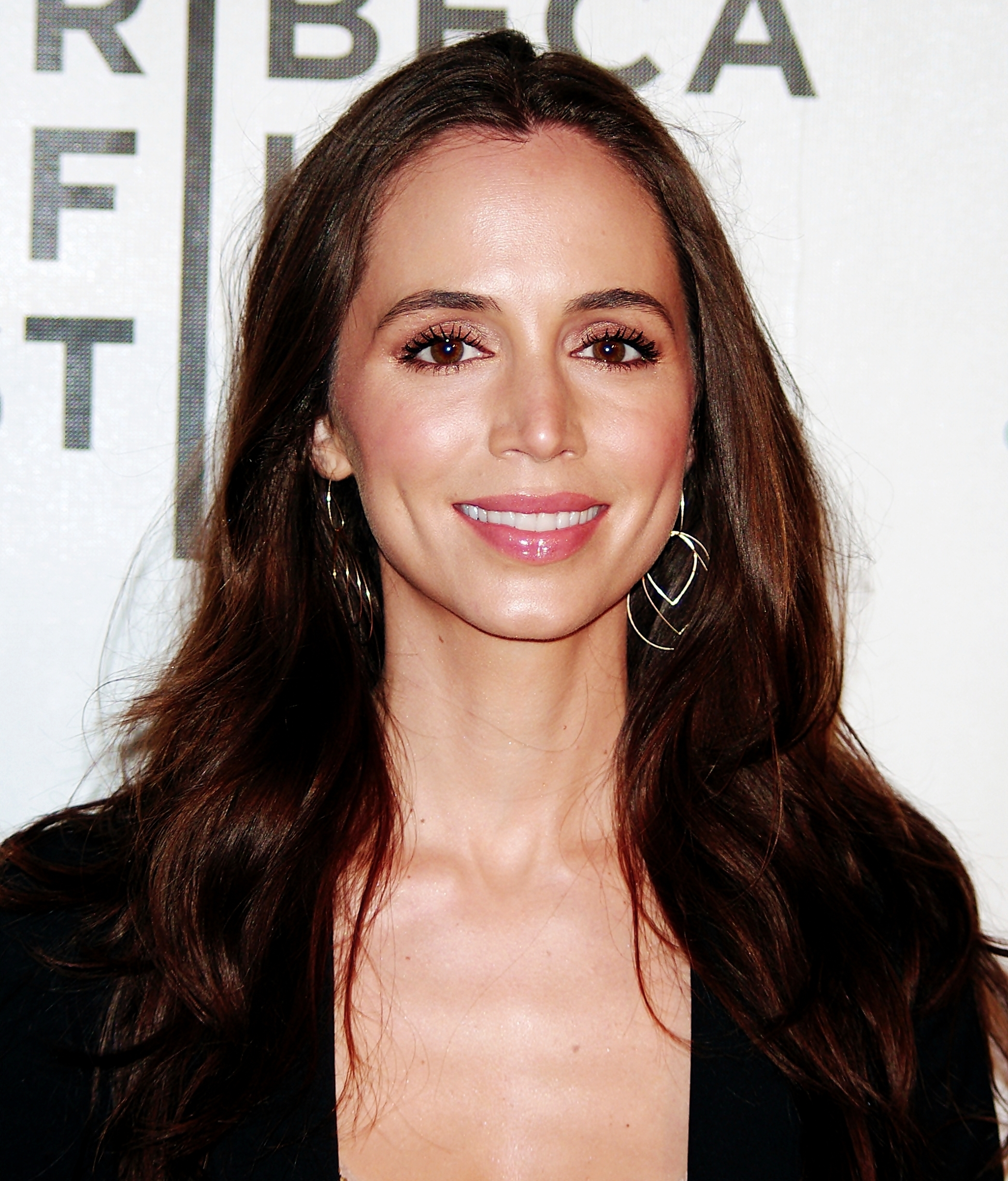
Eliza Dushku (2012)
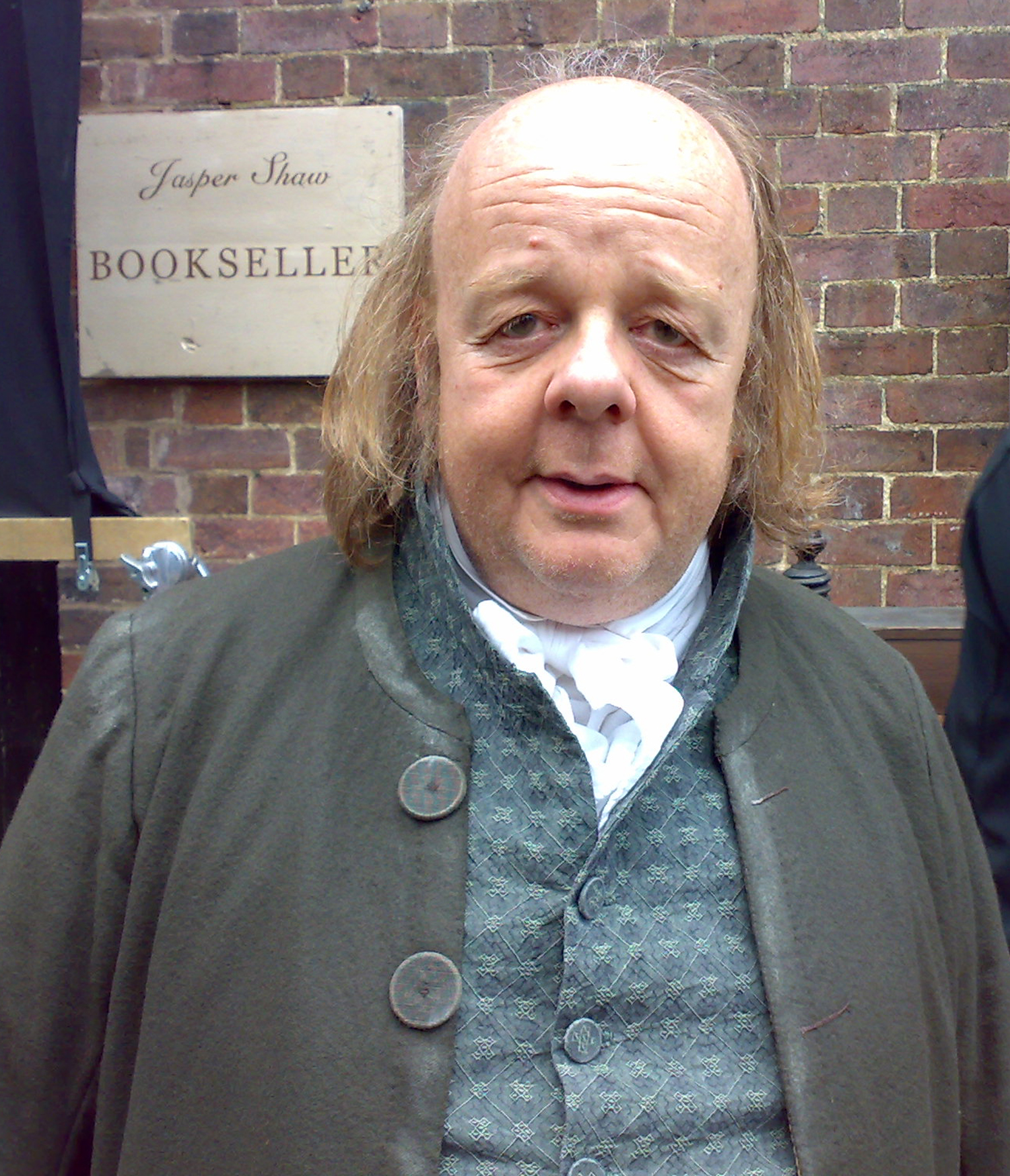
Roger Ashton-Griffiths (2008)

| Rollenname                                     | Schauspieler           | Folge(n) | Synchronsprecher          | Beschreibung |
| ---------------------------------------------- | ---------------------- | -------- | ------------------------- | --- |
| Kyle Lang                                      | Marcus Shultz          | 1.01–    |                           | |
| Officer Franks, Officer Pare und Officer Foley | Johnny Ray Meeks       | 1.03–    |                           | Fahrer und verschiedene Officers |
| S.A.M. (Stimme) und Officer Garver             | Peter Blaine           |          |                           | die Sentient Automated Machine der NTSF:SD:SUV:: und ein Officer                                                                                       |
| Tucker Welsh                                   | Curtis Gwinn           | 1.07–    | Tim Knauer                | Verlobter von Piper |
| Jericho                                        | Arlo Belonsky-Stern    | 1.12–    |                           | Sohn von Kove und Hauser |
| Chirokee                                       | Bram Belonsky-Stern    | 1.12–    |                           | Sohn von Kove und Hauser |
| Gunnar Geirhart                                | Jeff Goldblum          | 1.07     | Joachim Kunzendorf        | Krimineller, hält sich meist in internationalen Gewässern auf                                                                                          |
| Damian                                         | Robert Picardo         | 1.11     | Stefan Staudinger         | |
| Lundgren                                       | Mark Hamill            | 1.05     | Jan Spitzer               | ein psychopathischer Serienkiller, inhaftiert in einem Hochsicherheitstrakt                                                                            |
| Chip                                           | John Cho               | 1.02     | Tim Knauer                | ehemaliger Mitarbeiter der NTSF:SD:SUV:: |
| Felipe Calderón                                | Lorenzo Lamas          | 1.06     | Sebastian Christoph Jacob | Präsident von Mexiko |
| Mental Man                                     | Jerry O’Connell        | 1.08     | Sebastian Christoph Jacob | ein Mentalist und Wahrsager |
| Sandy Canyons                                  | Gabrielle Union        | 1.06     | Antje von der Ahe         | bürgerlicher Name Vagina Breasts, ehemalige NASA-Ingenieurin und exotische Tänzerin                                                                    |
| Van Damm                                       | Adam Scott             | 1.04     | Michael Deffert           | rollstuhlfahrender Erzfeind und kurzzeitige Vertretung von Hauser                                                                                      |
| Alistair McQueen                               | Max Greenfield         | 2.04     |                           | ein Schauspieler, der mehrerer Morde überführt wird, aber nicht ins Gefängnis muss, weil das kalifornische Recht bei Schauspielern eine Ausnahme macht |
| Leo Da Vinci                                   | John de Lancie         | 2.05     |                           | eine schurkische Version von Leonardo da Vinci, der durch die Zeit reist, um die Geschichte zu verändern                                               |
| Agent Coyote Daniels                           | Rob Corddry            | 2.07     |                           | Agent mit dem Spezialgebiet paranormale Phänomene |
| The Toucher                                    | Aziz Ansari            | 2.11     |                           | ein Wahrsager, der die Zukunft von jemandem sehen kann, wenn er ihm die Hände auflegt                                                                  |
| Buster                                         | Kevin Grevioux         | 2.12     |                           | der ehemalige Partner von Alphonse, ein Alaskan Malamute, mit dem er bis zu dessen Tod in telephatischem Kontakt stand                                 |
| Dash                                           | Eliza Dushku           | 3.06     |                           | einer der drei neuen Time Angels |
| Robinson                                       | Roger Ashton-Griffiths | 3.10     |                           | ein Butler und Mitverschwörer der Corningham-Konspiration                                                                                              |

### Ausstrahlung und Verwertung
Die Folgen, von denen Tele 5 seit 27. November 2015 jede Woche jeweils drei am Stück zeigt, sind danach jeweils eine Woche lang in der Mediathek abrufbar. Ausgewählte englischsprachige Episoden können auf der Website des Senders Adult Swim geschaut werden.

### Fortsetzung
Paul Scheer erklärte im Jahr 2014 in einem Interview, dass sich die Serie in einer „unbefristeten Auszeit“ befinde und er über ein Comic als Fortsetzung zur Serie nachdenke.

## Rezeption
Sebastian Meineck von Spiegel Online beschreibt NTSF:SD:SUV:: als „eine geniale Parodie auf US-amerikanische Krimi-Serien“ und vergleicht die Serie mit „Klassikern wie Police Squad und Die nackte Kanone, in denen Leslie Nielsen die US-Krimis der Achtziger- und frühen Neunzigerjahre parodierte.“

## Episodenliste

### Staffel 1
Die erste Staffel der Serie wurde zwischen 21. Juli und 7. Oktober 2011 erstmals bei Adult Swim gezeigt. Die deutsche Erstausstrahlung erfolgte zwischen 3. Oktober und 26. November 2012 bei TNT Serie, die Erstausstrahlung im Free-TV ab dem 27. November 2015 auf Tele 5. Die erste Folge wurde bei der deutschen Free-TV-Premiere von 190.000 Zuschauern gesehen. Die beiden im Anschluss gezeigten Folgen wurden insgesamt von jeweils 100.000 Zuschauern gesehen. Die letzten drei Folgen bei Tele5 erreichten 4,2 % der deutschen Fernsehzuschauer zwischen 20 und 59 Jahren. Zu den Gastdarstellern der ersten Staffel gehören Jeff Goldblum, Jerry O’Connell, Gabrielle Union, Adam Scott, J. K. Simmons, Wilmer Valderrama sowie Moon Bloodgood. Zudem hatte in Folge 11 Robert Picardo einen Auftritt, der mit Kate Mulgrew bereits in der Fernsehserie Star Trek: Raumschiff Voyager vor der Kamera stand.
| Nr. (ges.) | Nr. (St.) | Deutscher Titel                     | Originaltitel                                  | Erstausstrahlung USA | Deutschsprachige Erstausstrahlung (TNT Serie) | Regie       | Drehbuch                     | US-Quoten |
| --- | --------- | ----------------------------------- | ---------------------------------------------- | -------------------- | --------------------------------------------- | ----------- | ---------------------------- | --------- |
| 1 | 1         | Die USSD in Amnesie                 | One Cabeza, Two Cabeza, Three Cabeza... Dead!  | 22. Juli 2011        | 3. Okt. 2012                                  | Eric Appel  | Paul Scheer                  | —         |
| In San Diego werden an die ahnungslosen Studenten der South San Diego Universität tödliche Energydrinks verkauft, deren Konsumenten nach wenigen Schlucken leicht brennbar, hoch explosiv und für immer betrunken werden. Dieses Verbrechen wird zu einem Fall für die NTSF:SD:SUV::. |           |                                     |                                                |                      |                                               |             |                              |           |
| 2 | 2         | Die Geburtstagsparty, die keine war | The Birthday Party That Was Neither            | 29. Juli 2011        | 4. Okt. 2012                                  | Eric Appel  | Owen Burke                   | —         |
| Ein Erpresser verlangt Millionen von Dollar von der NTSF:SD:SUV::, genauer von Hauser, Piper, Alphonse und Sam. Um dies vor ihrer Chefin Kove geheim zu halten, geben die Vier vor, dass sie auf eine Geburtstagsparty eingeladen seien. Kove ist stinksauer, weil sie selbst nicht eingeladen wurde. |           |                                     |                                                |                      |                                               |             |                              |           |
| 3 | 3         | Ex-Frauen und doppeltes Spiel       | Exes and Oh-No’s!                              | 5. Aug. 2011         | 5. Okt. 2012                                  | Eric Appel  | Paul Scheer                  | —         |
| Agent Hauser erwischt einen Dieb im Naturkundemuseum von San Diego auf frischer Tat, während der gerade einen Nationalschatz stehlen will. Zu seinem Entsetzen kennt Trent Hauser den Täter: Es ist seine Ex-Frau Elena, die inzwischen zu einem Mann umoperiert wurde. Trent muss sich nun mit zwei anstrengenden Menschen herumärgern: seiner wütenden Ex-Ex-Frau und seiner Chefin Kove. |           |                                     |                                                |                      |                                               |             |                              |           |
| 4 | 4         | Trent allein zu Haus                | The Risky Business of Being Alone in Your Home | 12. Aug. 2011        | 8. Okt. 2012                                  | Eric Appel  | Rob Huebel                   | —         |
| Trent wird suspendiert und durch seinen rollstuhlfahrenden Erzfeind Van Damm ersetzt, nachdem er bei einem Einsatz zu viele Fehler gemacht hat. Während er zu Hause erst ziemlich ausflippt und sich dann gegen zwei auf ihn angesetzte Schläger behaupten muss, sorgt seine Vertretung dafür, dass die Dinge in der NTSF:SD:SUV:: völlig aus dem Ruder laufen. |           |                                     |                                                |                      |                                               |             |                              |           |
| 5 | 5         | Der Killerdelphin                   | Dolphinnegan’s Wake                            | 19. Aug. 2011        | 9. Okt. 2012                                  | Ryan McFaul | Curtis Gwinn                 | —         |
| Ein monströser, psychopathischer Killerdelfin treibt am Strand sein Unwesen, und das Team der NTSF:SD:SUV:: muss für die Jagd die Hilfe des ebenfalls psychopathischen Serienkillers Lundgren anfordern, der in einem Hochsicherheitstrakt inhaftiert ist. |           |                                     |                                                |                      |                                               |             |                              |           |
| 6 | 6         | Showdown in Mexiko                  | Tijuana, We’ve Got a Problem                   | 26. Aug. 2011        | 10. Okt. 2012                                 | Ryan McFaul | Paul Scheer                  | —         |
| Die NTSF:SD:SUV:: ermittelt in einem Strip-Club, denn die dort arbeitende Tänzerin Sandy Canyons, die mit bürgerlichem Namen Vagina Breasts heißt, ist in eine Verschwörung verwickelt und hat ihrem früheren Arbeitgeber, der NASA, streng geheime Pläne gestohlen und an eine feindliche Macht verkauft. Um die geheimen Space-Shuttle-Aufzeichnungen zurückzuholen, muss Trent nach Mexiko, und hier erfährt er, dass die ganze mexikanische Regierung in den Komplott verwickelt ist und der Präsident Felipe Calderón einen Militärschlag gegen die USA plant. Er will anhand der Space-Shuttle-Pläne eine Flotte von Raumfähren bauen, die auf dem Jupitermond Io große Mengen Plutonium schürfen sollen, um damit eine Kernwaffe herzustellen. |           |                                     |                                                |                      |                                               |             |                              |           |
| 7 | 7         | Full Hauser                         | Full Hauser                                    | 2. Sep. 2011         | 11. Okt. 2012                                 | Ryan McFaul | BJ Porter, Corinne Marshall, | —         |
| Weil sich der hinterlistige Gauner Gunnar Geirhart fast ständig in internationalen Gewässern aufhält, ist er der einzige Kriminelle, den Hauser nie zu fassen bekommt, denn die NTSF:SD:SUV hat hier keine Zugriffsrechte. Als Trent erfährt, dass sich Gunnar für kurze Zeit in San Diego aufhalten soll, wittert er eine Chance, ihn endlich doch zu stellen. Dummerweise machen ihm Piper und ihr Verlobter bei seinen Ermittlungen einen Strich durch die Rechnung. |           |                                     |                                                |                      |                                               |             |                              |           |
| 8 | 8         | Die U-Boot Mission                  | Up Periscope. Down with San Diego              | 9. Sep. 2011         | 12. Okt. 2012                                 | Eric Appel  | Jonathan Stern               | —         |
| Die beiden Techniker der NTSF:SD:SUV::, Sam und Jessie werden während einer Verabredung auf einem Schiff, von Japanern auf ein U-Boot entführt, das aus dem Zweiten Weltkrieg stammt. Mit dem heruntergekommenen U-Boot wollen sie einen Anschlag auf San Diego ausführen. Die anderen Mitglieder des Teams unternehmen eine Rettungsaktion, für die sie die Hilfe des charmanten Wahrsagers Mental Man in Anspruch nehmen müssen. |           |                                     |                                                |                      |                                               |             |                              |           |
| 9 | 9         | Der Teilchenbeschleuniger           | Cause for ConCERN                              | 16. Sep. 2011        | 15. Okt. 2012                                 | Ryan McFaul | Jonathan Stern               | —         |
| Das Team der NTSF:SD:SUV:: soll einen Teilchenbeschleuniger bewachen. Als Trent jedoch das Gerät betritt, wird er plötzlich in ein alternierendes Universum geschleudert. Hier gelten er und seine Kollegen als Terroristen. |           |                                     |                                                |                      |                                               |             |                              |           |
| 10 | 10        | Evanka Nitchku                      | Piper Doesn’t Live Here Anymore                | 23. Sep. 2011        | 16. Okt. 2012                                 | Ryan McFaul | Paul Scheer                  | —         |
| Pipers Alter Ego, die Serienkillerin Evanka Nitchku, wurde mittels einer Geburtstagskarte reaktiviert. Ihr Auftrag ist es, das Team der NTSF:SD:SUV auszulöschen, zuvor aber Koves Geheimecodes in Erfahrung zu bringen. Nur die Labortechnikerin Jessie kann die Attentäterin noch aufhalten, aber sie ist gerade mit einer Fotosession beschäftigt. |           |                                     |                                                |                      |                                               |             |                              |           |
| 11 | 11        | Die neuen SUVs                      | Twistin’ the Night Away                        | 30. Sep. 2011        | 17. Okt. 2012                                 | Ryan McFaul | Curtis Gwinn                 | —         |
| Agent Hauser ist tot. Einen Tag zuvor hatte der sonderbare Techniker Damian der NTSF:SD:SUV:: noch ihre neuen SUVs vorgestellt, die mit einer modernen künstlichen Intelligenz ausgestattet wurden. Anfangs freut sich das Team über die scheinbar hochmodernen Fahrzeuge, bis es durch diese zu lebensgefährlichen Zwischenfällen kommt. |           |                                     |                                                |                      |                                               |             |                              |           |
| 12 | 12        | Herzlos in San Diego                | I Left My Heart in Someone’s Cooler            | 7. Okt. 2011         | 26. Nov. 2012                                 | Eric Appel  | Adam Pally, Gil Ozeri        | —         |
| Eine äußerst attraktive, aus Europa stammende Top-Terroristin entfernt das Herz des Navy-Präsidenten und ersetzt es durch eine Zeitbombe, die während einer Parade in San Diego hochgehen soll. Agent Hauser muss daher ein Ersatzherz finden, um so die Bombe wieder entfernen zu können, ohne den Navy-Präsidenten zu töten. Seine Suche führt Hauser zu einem Schwarzmarkt in Downtown. |           |                                     |                                                |                      |                                               |             |                              |           |

### Staffel 2
Die zweite Staffel der Serie wurde zwischen 10. August und 2. November 2012 erstmals bei Adult Swim gezeigt. Am 9. November 2012 wurde zudem die Sonderfolge The NTSF:SD:SUV:HISS Infomercial erstausgestrahlt. Des Weiteren wurde im November 2012 die Sonderfolge Swords, Knives, Very Sharp Objects and Cutlery gezeigt, in der Rob Huebel den Schwertkämpfer und Pipers Ex-Mann Dragon Shumway verkörpert, eine Rolle, in welcher er auch in der Folge The Return of Dragon Shumway zu sehen war. In dieser Episode verkauft Dragon Shumway außergewöhnliche Schwerter und andere Waffen und wird von seiner früheren Arbeit für das Militär eingeholt. Die Sonderfolge wurde erstmals vor dem Weihnachtsspecial der zweiten Staffel Christmas Activity gezeigt. Zu den Gastdarstellern der zweiten Staffel gehörten unter anderem Max Carver, Max Greenfield, John de Lancie, Ed Helms, Rob Corddry, Bill Hader, Paul Feig, Michael Gross, Aziz Ansari und Kevin Grevioux. Ab 1. Dezember 2016 wurde die zweite Staffel in Doppelfolgen bei TNT Comedy erstmals in Deutschland gezeigt.
| Nr. (ges.) | Nr. (St.) | Deutscher Titel                      | Originaltitel                 | Erstausstrahlung USA | Deutschsprachige Erstausstrahlung (TNT Comedy) | Regie        | Drehbuch                                    | US-Quoten |
| ---------- | --------- | ------------------------------------ | ----------------------------- | -------------------- | ---------------------------------------------- | ------------ | ------------------------------------------- | --------- |
| 13         | 1         | Teen Spirit                          | 16 Hop Street                 | 10. Aug. 2012        | 1. Dez. 2016                                   | Curtis Gwinn | Curtis Gwinn                                | —         |
| 14         | 2         | Die Doggy-Bag-Crew                   | The Real Bicycle Thief        | 17. Aug. 2012        | 1. Dez. 2016                                   | Eric Appel   | Paul Scheer                                 | —         |
| 15         | 3         | Stress am Sabbat                     | Sabbath-tage                  | 24. Aug. 2012        | 4. Dez. 2016                                   | Ryan McFaul  | Paul Scheer & Curtis Gwinn & Jonathan Stern | —         |
| 16         | 4         | Abgedreht                            | Lights, Camera, Assassination | 31. Aug. 2012        | 4. Dez. 2016                                   | Eric Appel   | Paul Scheer                                 | —         |
| 17         | 5         | Drei Engel für die Zeit              | Time Angels                   | 7. Sep. 2012         | 10. Dez. 2016                                  | Eric Appel   | Paul Scheer & Curtis Gwinn & Jonathan Stern | —         |
| 18         | 6         | Wer die Wa(h)l hat, hat die Qual     | Whack-A-Mole                  | 14. Sep. 2012        | 10. Dez. 2016                                  | Eric Appel   | Dan Gregor & Doug Mand                      | —         |
| 19         | 7         | Robotergefühle                       | Robot Town                    | 21. Sep. 2012        | 11. Dez. 2016                                  | Ryan McFaul  | Jonathan Stern                              | —         |
| 20         | 8         | Comic-Konflikt                       | Comic-Con-Flict               | 28. Sep. 2012        | 11. Dez. 2016                                  | Ryan McFaul  | Paul Scheer & Curtis Gwinn                  | —         |
| 21         | 9         | Dragon Shumway kehrt zurück          | The Return of Dragon Shumway  | 5. Okt. 2012         | 17. Dez. 2016                                  | Eric Appel   | Curtis Gwinn                                | —         |
| 22         | 10        | Der Stamm fällt nicht weit vom Apfel | Family Dies                   | 19. Okt. 2012        | 17. Dez. 2016                                  | Eric Appel   | Paul Scheer & Curtis Gwinn & Jonathan Stern | —         |
| 23         | 11        | Zu Besuch bei den Präriehunden       | Prairie Home Companion        | 26. Okt. 2012        | 18. Dez. 2016                                  | Ryan McFaul  | Joe Mande                                   | —         |
| 24         | 12        | Lachsköpfe in Alaska                 | Wasilla Hills Cop             | 2. Nov. 2012         | 18. Dez. 2016                                  | Paul Scheer  | Paul Scheer & Curtis Gwinn & Jonathan Stern | —         |

### Specials (2012–2013)
| Nr. (ges.) | Nr. (St.) | Deutscher Titel                   | Originaltitel                                  | Erstausstrahlung USA | Deutschsprachige Erstausstrahlung (TNT Comedy) | Regie        | Drehbuch                                    | US-Quoten |
| ---------- | --------- | --------------------------------- | ---------------------------------------------- | -------------------- | ---------------------------------------------- | ------------ | ------------------------------------------- | --------- |
| —          | 1         | Sicherheit geht über alles        | The NTSF:SD:SUV::HISS Infomercial              | 9. Nov. 2012         | 12. Jan. 2017                                  | Alex Fernie  | Alex Fernie & Nick Wiger                    | —         |
| —          | 2         | Shumways Double-Dragon-Kollektion | Swords, Knives, Very Sharp Objects And Cutlery | Nov. 2012            | 19. Jan. 2017                                  | —            | —                                           | —         |
| —          | 3         | Das Fest der Hiebe                | Christmas Activity                             | 7. Dez. 2012         | 12. Jan. 2017                                  | Curtis Gwinn | Curtis Gwinn & Paul Scheer & Jonathan Stern | —         |
| —          | 4         | Null Meilen pro Stunde            | Inertia                                        | 13. Juni 2013        | 19. Jan. 2017                                  | Alex Fernie  | Nick Wiger & Alex Fernie                    | —         |

### Staffel 3
Die dritte Staffel der Serie wurde zwischen 26. Juli und 20. Dezember 2013 erstmals bei Adult Swim gezeigt. Bereits am 13. Juni 2013 wurde die Sonderfolge Inertia ausgestrahlt, und am 26. September 2013 wurde als Episode 10 der dritten Staffel die Sonderfolge U-KO’ed erstmals gezeigt. Dabei handelt es sich um eine zweiteilige Folge, in der das Team der NTSF:SD:SUV:: mit den britischen Kollegen der STSF:UK:DDB (Socialist Terrorism Task Force: United Kingdom, Double Decker Bus) zusammenarbeiten muss, um mit vereinten Kräften ihren Teamkollegen Alphonse zu retten. Die Dreharbeiten der Sonderfolge fanden in London statt. Zu den Gastdarstellern der dritten Staffel gehörten unter anderem Eliza Dushku, Jayma Mays, Jackson Rathbone, Jack McBrayer, Roger Ashton-Griffiths und Thomas Lennon.
| Nr. (ges.) | Nr. (St.) | Deutscher Titel                     | Originaltitel                      | Erstausstrahlung USA | Deutschsprachige Erstausstrahlung (TNT Comedy) | Regie                          | Drehbuch                                                                | US-Quoten |
| ---------- | --------- | ----------------------------------- | ---------------------------------- | -------------------- | ---------------------------------------------- | ------------------------------ | ----------------------------------------------------------------------- | --------- |
| 25         | 1         | Comic Con-Air                       | Comic Con-Air                      | 26. Juli 2013        | 26. Jan. 2017                                  | Daniel Kwan & Daniel Scheinert | Alex Fernie & Nick Wiger                                                | —         |
| 26         | 2         | Eddie der Eddroid                   | Hawaii Die-0                       | 2. Aug. 2013         | 26. Jan. 2017                                  | Jack Szymanski                 | Jonathan Stern                                                          | —         |
| 27         | 3         | Extra-Terror-estrisch               | Extra Terrorist-rial               | 9. Aug. 2013         | 2. Feb. 2017                                   | Ryan McFaul                    | Paul Scheer                                                             | —         |
| 28         | 4         | Nach dem Töten: Vernichten!         | Burn After Killing                 | 16. Aug. 2013        | 2. Feb. 2017                                   | Jack Szymanski                 | Paul Scheer                                                             | —         |
| 29         | 5         | Tig Bittley’s vs. Señor Dicks       | TGI Murder                         | 23. Aug. 2013        | 9. Feb. 2017                                   | Danny Jelinek                  | Paul Scheer                                                             | —         |
| 30         | 6         | Ein Fall für die Time Angels        | The Great Train Stoppery           | 30. Aug. 2013        | 9. Feb. 2017                                   | Paul Scheer                    | Paul Scheer & Jonathan Stern                                            | —         |
| 31         | 7         | Virale Videosucht                   | A Hard Drive to Swallow            | 6. Sep. 2013         | 16. Feb. 2017                                  | Alex Fernie                    | Alex Fernie & Nick Wiger                                                | —         |
| 32         | 8         | Aufgetaut und abgebaut              | Unfrozen Agent Man                 | 13. Sep. 2013        | 16. Feb. 2017                                  | Ryan McFaul                    | Curtis Gwinn                                                            | —         |
| 33         | 9         | Gesicht her, oder ich schieße!      | Trading Faces                      | 20. Sep. 2013        | 23. Feb. 2017                                  | Nick Wiger                     | Matt Bush & Martin Starr                                                | —         |
| 34         | 10        | UK? KO!                             | U-KO’ed                            | 27. Sep. 2013        | 23. Feb. 2017                                  | Paul Scheer                    | Paul Scheer & Jonathan Stern (Teil 1) Alex Fernie & Nick Wiger (Teil 2) | —         |
| 35         | 11        | Operation: Nagelstudio              | How Piper Got Her Groove Initially | 4. Okt. 2013         | 2. März 2017                                   | Paul Scheer                    | Erica Oyama                                                             | —         |
| 36         | 12        | Nur ein toter Elf ist ein guter Elf | Wreck the Malls                    | 20. Dez. 2013        | 2. März 2017                                   | Daniel Kwan & Daniel Scheinert | Jonathan Stern                                                          | —         |

## Trivia
- Bei Folge 2 Die Geburtstagsparty, die keine war (Originaltitel The Birthday Party That Was Neither) handelt es sich nach eigenen Aussagen um Kate Mulgrews Lieblingsepisode.[17]
- Die nur wenige Kilometer von San Diego entfernte mexikanische Stadt Tijuana, ein Handlungsort in Folge 6 Showdown in Mexiko, ist in Wirklichkeit ein beliebtes Ausflugsziel für Touristen aus den USA. Bei der ersten Ausstrahlung der Folge war Felipe Calderón wirklich Präsident von Mexiko.